# Carex cataractae
Carex cataractae är en halvgräsart som beskrevs av Robert Brown. Carex cataractae ingår i släktet starrar, och familjen halvgräs. Inga underarter finns listade i Catalogue of Life.